# باول غيست
باول غيست (بالإنجليزية: Paul Guest) هو مجدف أسترالي، ولد في 8 مارس 1939 في فيكتوريا في أستراليا.

## وصلات خارجية
- باول غيست على موقع الاتحاد الدولي للتجديف (الإنجليزية)
- باول غيست على موقع اللجنة الأولمبية الدولية (الإنجليزية)
- باول غيست على موقع أوليمبيديا (الإنجليزية)
- باول غيست على موقع اتحاد ألعاب الكومنولث (مؤرشف) (الإنجليزية)